# Филинское (озеро)
Филинское — озеро в Дмитровском сельском поселении Шатурского района Московской области, в 0,6 км к северо-западу от деревни Филинской. Соединяется каналом с озером Тельминским.

## Физико-географическая характеристика
Озеро, предположительно, ледникового происхождения.
Площадь — 0,5 км² (50 га), длина — около 800 м, ширина — около 500 м. Для озера характерны отлогие, низкие берега. Прибрежная зона заболочена, северный и восточный берега покрыты лесом.
Глубина — 0,5-2 м, максимальная глубина достигает 2 м (по некоторым данным до 8 м). Дно песчано-илистое, ровное. Вода полупрозрачная, торфяная с коричневой окраской. Видимость от 40 см до 1 м.
Среди водной растительности распространены камыш, жёсткий тростник, рдесты, элодея, кубышка, кувшинка, осоки, стрелолист, также встречается канадский рис, ряска и земноводная гречиха. В окрестностях озера произрастает берёза приземистая, занесённая в Красную книгу Московской области. В озере обитают карась и ротан. Ранее в озере также встречались щука, окунь, плотва, ёрш.
Озеро используется для рыболовства и охоты на перелётных птиц.